# Krivo pole
Krivo pole (bulgariska: Криво поле) är ett distrikt i Bulgarien.   Det ligger i kommunen Obsjtina Chaskovo och regionen Chaskovo, i den centrala delen av landet, 220 km öster om huvudstaden Sofia.
Trakten runt Krivo pole består till största delen av jordbruksmark. Runt Krivo pole är det glesbefolkat, med 14 invånare per kvadratkilometer.